# Ключ 211
Ключ 211 (трад. 齒, упр. 歯, 齿) — ключ Канси со значением «зуб»; единственный, состоящий из пятнадцати штрихов.
В словаре Канси есть 21 символ (из 49 030), которые можно найти c этим радикалом.

## История
Современный иероглиф «зубы» восходит корнями к древней пиктограмме, изображавшей, вероятно, бугорки на поверхности коренного зуба.
Иероглиф используется в значениях: «зуб, зубец, зубчатый», «бивень, слоновая кость», «грызть, хватать зубами, определять возраст по зубам». В переносном смысле имеет значения: «годы, возраст» и др.
В качестве ключевого знака иероглиф «зубы» малоупотребителен.

Упрощенный вариант
Упрощенный вариант

В словарях стоит под номером 211.

### Древние изображения

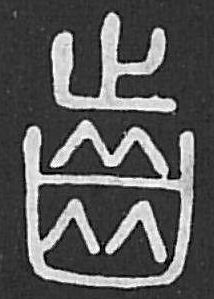
Вид в Шуовень
Вид в Цзягувэнь
Вид в Цзиньвэнь
Вид в большой печати Чжуаньшу
Вид в малой печати Чжуаньшу

## Значение
1. Все виды зубов. Зуб, зубец, бивень, слоновая кость.
2. Обозначение возраста. Годы, возраст.
3. Говорить, упоминать.
4. Блок.
5. Зубчатый вид.
6. Расположение как у зубов.

## Варианты прочтения
- кит. трад. 齒, упр. 齿, 歯, пиньинь chǐ, чи.
- яп. 歯偏, hahen, хахэн;
- яп. シ, shi, си;
- яп. は, ha, ха;
- кор. 이 i, и?, 치 chi, чхи?.

## Примеры иероглифов
| Доп. штрихи | Иероглифы                                 |
| ----------- | ----------------------------------------- |
| 0           | 齒 歯 齿                                  |
| 1           | 齓                                        |
| 2           | 齔                                        |
| 3           | 䶔 齕                                     |
| 4           | 䶕 䶖 齖 齗 齘                            |
| 5           | 䶗 䶘 䶙 齚 齛 齜 齝 齞 齟 齙 齠 齡 齢 齣 |
| 6           | 𪘁 𪘂 䶚 䶛 齤 齥 齦 齧 齨 齩             |
| 7           | 𪘚 䶜 䶝 齪 齫 齬                         |
| 8           | 𪘨 𪘲 𪘵 䶞 䶟 齭 齮 齯 齰 齱             |
| 9           | 𪙁 䶠 䶡 䶢 齲 齳 齴 齵 齶 齷             |
| 10          | 𪙊 䶣 䶤 齺 齻 齸 齹                      |
| 11          | 𪙛 䶥 䶦                                  |
| 12          | 䶧                                        |
| 13          | 䶨 齼 齽                                  |
| 14          | 䶩 䶪                                     |
| 20          | 齾 䶫                                     |

- Примечание: Ваш браузер может отображать иероглифы неправильно.